# Rabenkopf (Naturschutzgebiet)
Koordinaten: 49° 49′ 52″ N, 7° 34′ 45″ O
Das Naturschutzgebiet Rabenkopf liegt im Landkreis Bad Kreuznach in Rheinland-Pfalz. Das etwa 29 ha große Gebiet, das im Jahr 1978 unter Naturschutz gestellt wurde, erstreckt sich östlich der Ortsgemeinde Langenthal. Am westlichen Rand des Gebietes verläuft die Landesstraße L 229. Im Gebiet erhebt sich der 352,6 m hohe Rabenkopf. Schutzzweck ist die Erhaltung des Rabenkopfes wegen seiner besonderen geologischen und geomorphologischen Bedeutung aus wissenschaftlichen Gründen.